# ふにょグミ
ふにょグミはカバヤから発売されていたグミ。脱力系グミと称され、サンエックスのキャラクター「ふにょふにょ」をテーマにしていた。色は淡いピンク色と淡いブルーがあり、ソーダ味とピーチ味・ソーダ味とオレンジ味の2種類があった。小売価格は消費税込みで53円。内容量35グラム。 商品パッケージには「流されるまま　流れるまま」と記載されている。まれに細長く伸びたレア型が入っていることもある。